# Edmílson Matias
Edmílson Matias (Andirá, 26 de março de 1974) é um ex-futebolista brasileiro que atuava como atacante.
Começou a carreira no Kyoto Purple Sanga, na então nascente J-League (Campeonato Japonês de Futebol). em 1995. Passou rapidamente pelo Palmeiras em 1997 antes de regressar ao Purple Sanga no ano seguinte.
Seu contrato com a equipe japonesa se encerrou em 1998, e ele regressou ao Palmeiras no ano seguinte. Pelo Verdão, conquistou a Libertadores do mesmo ano. 
Deixou o Palmeiras no fim do ano e regressou ao Japão, agora para defender o Yokohama Marinos, mas não foi bem sucedido em seu retorno à Terra do Sol Nascente.
Com o contrato vigente com o Marinos vencido, Edmílson virou um "andarilho" do futebol: jogou por Cruzeiro, Coritiba (equipe que defenderia também em 2007), Juventude, Figueirense, Al-Ahli Jeddah, Santo André (se sagrou campeão da Copa do Brasil 2004), Portuguesa, Goiás, Guarani, Ituano e Rio Branco de Andradas. Chegou a parar de jogar profissionalmente e atuar no time de Showbol do Palmeiras, mas acabou aceitando proposta do Monte Azul para disputar o Paulistão 2010.